# Sofiane Bendebka
Sofiane Bendebka (ur. 9 sierpnia 1992 w El Magharia) – algierski piłkarz grający na pozycji defensywnego pomocnika. W sezonie 2021/2022 występuje w klubie Al-Fateh SC.

## Kariera klubowa

### NA Hussein Dey
Bendebka został przeniesiony do drużyny seniorskiej NA Hussein Dey 1 lipca 2011 roku. Zadebiutował on dla tego klubu 3 grudnia 2011 roku w meczu z USM Algier (przeg. 2:0). Premierową bramkę zawodnik ten zdobył 14 kwietnia 2012 roku w wygranym 2:1 spotkaniu przeciwko WA Tlemcen. Ostatecznie dla NA Hussein Dey Algierczyk rozegrał 100 meczów, strzelając 10 goli.

### MC Algier
Bendebka przeszedł do MC Algier 23 lipca 2017 roku. Debiut dla tego zespołu zaliczył on 9 września 2017 roku w zremisowanym 1:1 spotkaniu przeciwko ES Sétif. Pierwszego gola piłkarz ten strzelił 7 grudnia 2017 roku w meczu z USM El Harrach (wyg. 2:0). Łącznie w barwach MC Algier Algierczyk wystąpił 75 razy, zdobywając 16 bramek.

### Al-Fateh SC
Bendebka przeniósł się do Al-Fateh SC  29 stycznia 2020 roku. Zadebiutował on dla tego klubu 1 lutego 2020 roku w meczu z Asz-Szabab Rijad (przeg. 2:1). Pierwszą bramkę zawodnik ten zdobył 15 lutego 2020 roku w zremisowanym 2:2 spotkaniu przeciwko Al-Faisaly FC. Do 12 września 2021 roku dla Al-Fateh SC Algierczyk rozegrał 46 meczów, strzelając 16 goli.

## Kariera reprezentacyjna
| Mecze i gole w reprezentacji | Mecze i gole w reprezentacji | Mecze i gole w reprezentacji | Mecze i gole w reprezentacji | Mecze i gole w reprezentacji | Mecze i gole w reprezentacji | Mecze i gole w reprezentacji | Mecze i gole w reprezentacji     |
| Algieria U-23                | Algieria U-23                | Algieria U-23                | Algieria U-23                | Algieria U-23                | Algieria U-23                | Algieria U-23                | Algieria U-23                    |
| Lp.                          | Data                         | Miejsce                      | Gospodarz                    | Gość                         | Wynik                        | Gol                          | Rozgrywki                        |
| ---------------------------- | ---------------------------- | ---------------------------- | ---------------------------- | ---------------------------- | ---------------------------- | ---------------------------- | -------------------------------- |
| 1.                           | 04.08.2016                   | Rio de Janeiro               | Honduras U-23                | Algieria U-23                | 3:2                          | Gol                          | Letnie Igrzyska Olimpijskie 2016 |
| 2.                           | 07.08.2016                   | Rio de Janeiro               | Argentyna U-23               | Algieria U-23                | 2:1                          | Gol                          | Letnie Igrzyska Olimpijskie 2016 |
| 3.                           | 10.08.2016                   | Belo Horizonte               | Portugalia U-23              | Algieria U-23                | 1:1                          |                              | Letnie Igrzyska Olimpijskie 2016 |
| Algieria                     |                              |                              |                              |                              |                              |                              |                                  |
| Lp.                          | Data                         | Miejsce                      | Gospodarz                    | Gość                         | Wynik                        | Gol                          | Rozgrywki                        |
| 1.                           | 02.06.2016                   | Victoria                     | Seszele                      | Algieria                     | 0:2                          |                              | Mecz towarzyski                  |

## Sukcesy
Sukcesy w karierze klubowej:
- Nedjma D2 – 1x, z NA Hussein Dey, sezon 2013/2014
- Puchar Algierii – 1x, z NA Hussein Dey, sezon 2015/2016